# Даглас DC-9
Даглас DC-9 (енгл. Douglas DC-9) је двомоторни авион кратког и средњег домета, производ америчке компаније Даглас, касније Макдонел Даглас и Боинг. Између 1965. и 2006. године, произведено је више од 2400 примерака, у неколико варијанти.

## Пројектовање и развој
Основна конфигурација авиона Даглас DC-9 је слична Каравели, а то су два турбомлазна мотора смештена на репу авиона. Реп авиона је у облику великог слова Т што целом авиону даје препознатљиву контуру. У авиону су два реда седишта распореда 2 + 3. У зависности од модела може да превезе од 90 до 172 путника. Одликује се релативно кратком пистом (у односу на конкуренте) потребном за полетање и слетање. Због својих особина нашао је велику примену код кратких и средњих линија.
Даглас је у свом програму имао четворомоторни интерконтинентални млазни авион DC-8 који је био конкурент чувеном Боингу 707, па је 1963. године почео да ради на пројекту авиона за краће линије како би заокружио понуду ваздухопловним компанијама. За разлику од Боинга који је на основу Боинга 707, користећи од њега све што се може, углавном труп и агрегате, направио авион Боинг 727, Даглас је конструисао потпуно нов авион за средњи и кратколинијски саобраћај. Авион је први пут полетео 25. фебруара 1965. године. Крајем исте године Делта са овим авионом већ почиње летове на редовним линијама. Авион Даглас DC-9 је доживео леп комерцијалан успех, од 1965. до 1982. године произведено је 976 примерака и трасирао је добар пут за све авионе истог типа, који су следили иза њега. Тако укупан број произведених авиона свих варијанти овог типа износи преко 2.400 примерака. Устаљен је на трећем месту по броју произведених авиона истог типа, иза Боинга 737 и Ербаса 320.

## Варијанте авиона Даглас
- Даглас DC-9- модели: DC-9-10, DC-9-15, DC-9-20, DC-9-30, DC-9-40, DC-9-50, поред ових цивилних путничких авиона DC-9 има и војну верзију која носи ознаку C-9,
- Макдонел Даглас MD-80 (са моделима -81/-82/-83/-88/-87),
- Макдонел Даглас MD-90
- Макдонел Даглас MD-95 - је Боинг прекрстио у Боинг 717-200.

## Карактеристике Авиона
|                             |        |        |        |        |
| Капацитет путника           | 80     | 115    | 125    | 139    |
| Највећа тежина при узлетању | 41.140 | 49.885 | 51.756 | 54.934 |
| Долет                       | 2036   | 2631   | 2712   | 2631   |
| Брзина крстарења            | 903    | 917    | 917    | 898    |
| Дужина                      | 31,82  | 36,37  | 38,28  | 40,72  |
| Распон крила                | 27,25  | 28,47  | 28,47  | 28,47  |
| Висина авиона               | 8,38   | 8,38   | 8,38   | 8,38   |

## Оперативно коришћење
Укупно је произведено преко 2.400 примерака ових авиона свих верзија. Авион Даглас DC-9 представља један од најдуже коришћених авиона захваљујући својој поузданости, сигурности и економичности, а користило га је преко 90 авио-компанија у свету. Војне верзије C-9 се користе за превоз трупа, затим као санитетски авиони и ВИП авиони за превоз високих војних и цивилних функционера.

### Коришћење код нас
Највећа југословенска авио-компанија ЈАТ је у току 1969. године изнајмила два авиона Даглас DC-9 за повећање капацитета својих евро-медитеранских линија. Већ следеће године пристиже 5 примерака DC-9-30, 1971. године ЈАТ укључује у саобраћај још 3 новонабављена авиона DC-9-30, а 1973. године је набављено још 6 авиона DC-9-30. Тиме се укупан број ових авиона попео на 14 комада. У периоду 70-их и 80-их година 20. века овај авион је био окосница флоте ЈАТ-а. Прва четири авиона DC-9-30 ЈАТ је продао 1986. и 87. године, а пети авион овог типа је продао 2003. године. Остали авиони су после дугогодишњег ефикасног рада повучени из употребе.
ЈАТ-ов авион Даглас DC-9 регистарски број YU-AHT је 26. јануара 1972. године, због подметнуте бомбе, експлодирао изнад Чехословачке летећи на линији Стокхолм—Београд (лет 367). Погинуло је 27 путника и чланова посаде. После пада са висине од око 10.000 m, преживела је једино стјуардеса Весна Вуловић, што је својеврстан феномен у аналима светског ваздухопловства.
Друга југословенска авио-компанија Инекс Адрија Авиопромет је у току 1969. године набавила у два наврата (1 па 3 примерака) авионе Даглас DC-9, а 1984. године четири авиона Макдонел Даглас MD-81/82. Трећа авио-компанија Пан Адрија имала је у свом власништву један авион Даглас DC-9-30.